# 핀셋

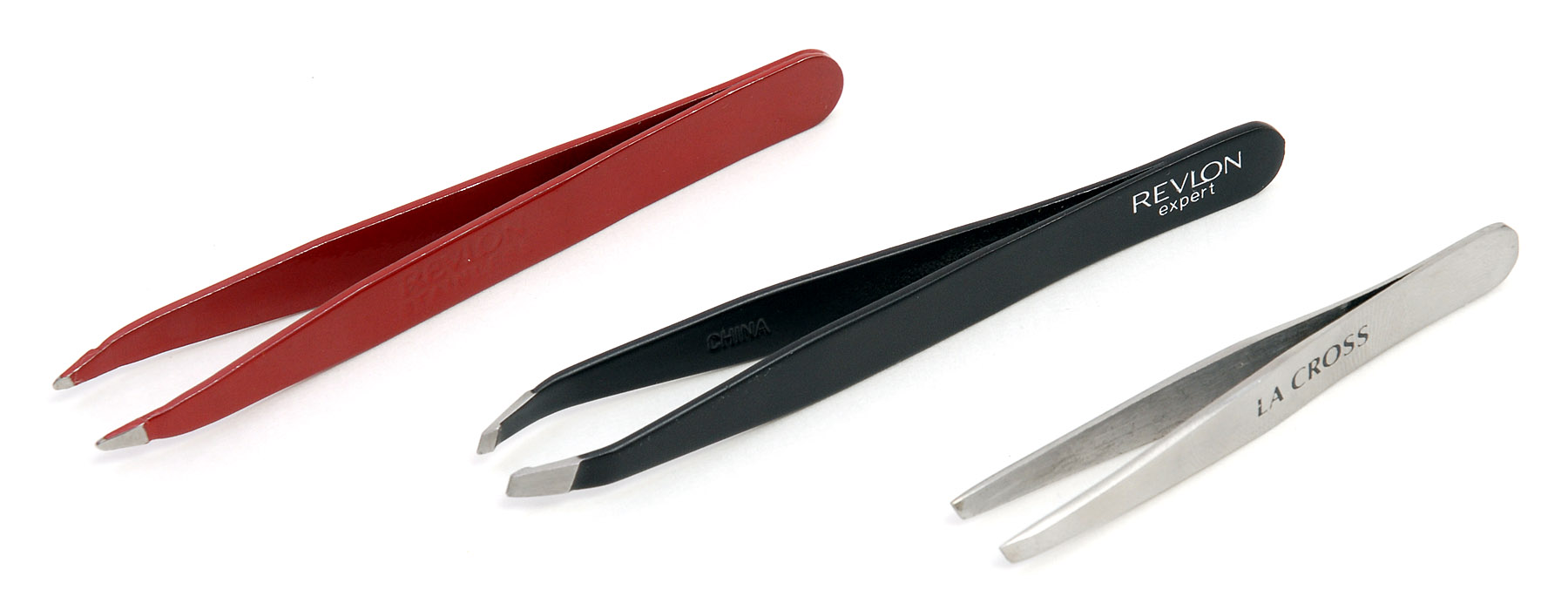
다양한 핀셋

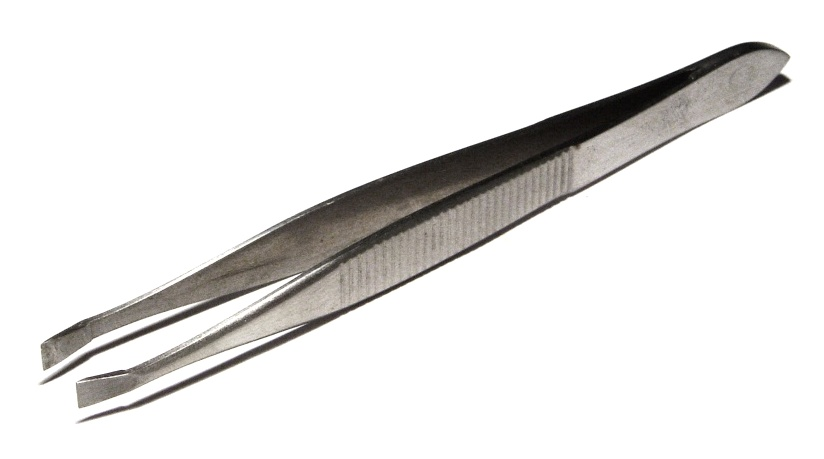
족집게

핀셋(프랑스어: pincette, 문화어: 핀세트, 영어: tweezers)은 두 개의 강판을 맞이어서 손으로 잡으면 강판의 끝이 물건을 집게 하는 도구이다. 손으로 다루기에는 아주 작은 물건을 집는 용도로 쓰이며, 털이나 가시, 수염 따위를 뽑는 데 쓰는 경우 족집게라고도 한다. 일상생활을 비롯하여 의학, 생리학, 화학, 기계공학, 전자공학 등의 많은 분야에서 널리 사용된다.
화학실험에서 주로 위험한 물질들을 조심스럽게 다루어야 할 때 사용된다.

## 같이 보기
- 광 핀셋